# 1921 en Suisse
Chronologie de la Suisse
- 1917
- 1918
- 1919
- 1920
- 1921
- 1922
- 1923
- 1924
- 1925

Chronologie de la Suisse
1920 en Suisse - 1921 en Suisse - 1922 en Suisse

## Gouvernement au1erjanvier 1921
- Conseil fédéral[1]:
  - Edmund Schulthess PRD, président de la Confédération
  - Robert Haab PRD, vice-président de la Confédération
  - Karl Scheurer PRD
  - Ernest Chuard PRD
  - Jean-Marie Musy PDC
  - Heinrich Häberlin PRD
  - Giuseppe Motta PDC

## Évènements

### Janvier
Dimanche 30 janvier 
- Votations fédérales. Le peuple approuve, par 398 548 oui (71,4 %) contre 160 004 non (28,6 %), l’Initiative populaire « Référendum facultatif en matière de traités internationaux ».
- Votations fédérales. Le peuple rejette, par 393 151 non (66,4 %) contre 198 696 oui (33,6 %), l’Initiative populaire « Suppression de la justice militaire ».

### Février
Vendredi 4 février 
- Décès à Paris, à l’âge de 73 ans, du peintre Eugène Burnand.

### Mars
Samedi 5 mars 
- Le Parti socialiste suisse, perd son aile gauche, forte d’environ 5 000 membres. Elle le quitte pour fonder le Parti communiste suisse.

 Dimanche 6 mars 
- Charles Dellberg est le premier député socialiste à être élu au Grand Conseil valaisan.

### Avril
Jeudi 28 avril 
- Première, au Théâtre national de Munich (Allemagne), des Corneilles, comédie musicale du compositeur bâlois Walter Courvoisier.

### Mai
Dimanche 8 mai 
- Le FC Grasshopper s’adjuge, pour la cinquième fois de son histoire, le titre de champion de Suisse de football.

 Dimanche 22 mai 
- Votations fédérales. Le peuple approuve, par 206 297 oui (59,8 %) contre 138 876 non (40,2 %), l’article constitutionnel concernant la circulation des automobiles et des cycles.
- Votations fédérales. Le peuple approuve, par 210 447 oui (62,2 %) contre 127 943 non (37,8 %), l’article constitutionnel concernant la navigation aérienne.

### Juin
Mercredi 8 juin 
- Une grande partie du village de Sent (GR) est détruite par un incendie.

 Jeudi 9 juin 
- Le Conseil fédéral soumet aux Chambres un nouveau crédit de 15 millions de francs pour créer des places de travail.

 Samedi 11 juin 
- Création, au Théâtre du Jorat, à Mézières (VD) du Roi David, opéra d'Arthur Honegger.

### Juillet
Jeudi 28 juillet 
- Record de chaleur à Genève. Le thermomètre indique 38,3 degrés Celsius.

 Samedi 30 juillet 
- L’aviateur François Durafour survole le Massif du Mont-Blanc et pose son Caudron G3 au Dôme du Goûter.

### Août
Dimanche 7 août 
- Signature à Paris d’une Convention entre la Suisse et la France réglant les relations de commerce et de bon voisinage entre les anciennes zones franches de la Haute-Savoie et du Pays de Gex et les cantons suisses limitrophes. La Convention doit encore être soumise au peuple.

 Mercredi 24 août 
- Le Conseil fédéral prolonge le permis de séjour pour la famille de l'ancien empereur Charles Ier d'Autriche.

### Septembre
Samedi 10 septembre 
- Le Conseil fédéral abandonne l’exigence d’un certificat de bonne conduite pour l’entrée en Suisse des ressortissants étrangers.
- Premier numéro du magazine L'Illustré qui paraît à un rythme bimensuel.

 Mercredi 28 septembre 
- Décès à Berne, à l’âge de 76 ans, de l’ancien conseiller fédéral Ludwig Forrer.

### Octobre
Lundi 17 octobre 
- Ouverture à Genève du deuxième Congrès international des femmes ouvrières.

 Vendredi 28 octobre 
- Ouverture de la ligne aérienne Lausanne-Paris-Londres.

### Novembre
Mercredi 2 novembre 
- Décès à Bâle, à l’âge de 87 ans, du juriste Andreas Heusler.

### Décembre
Samedi 3 décembre 
- Signature d’une convention entre le Reich allemand et la Suisse, selon laquelle les litiges entre les deux pays seront soumis à la Cour pénale internationale de La Haye.

 Dimanche 25 décembre 
- Décès à Locarno (TI), à l'âge de 69 ans, du compositeur Hans Huber.